# Sara - La donna nell’ombra
Sara - La donna nell'ombra è una serie televisiva italiana, del 2025, diretta da Carmine Elia e tratta da Sara che aspetta, Sara al tramonto, Le parole di Sara di Maurizio De Giovanni.

## Trama
Sara Morozzi, ex agente dei servizi segreti, indaga sul suicidio sospetto del figlio Giorgio Alberti che non frequentava da tempo ritrovandosi invischiata nella sua vecchia vita.

## Episodi
| n° | Titolo     | Pubblicazione |
| -- | ---------- | ------------- |
| 1  | Episodio 1 | 3 giugno 2025 |
| 2  | Episodio 2 | 3 giugno 2025 |
| 3  | Episodio 3 | 3 giugno 2025 |
| 4  | Episodio 4 | 3 giugno 2025 |
| 5  | Episodio 5 | 3 giugno 2025 |
| 6  | Episodio 6 | 3 giugno 2025 |

## Personaggi e interpreti

### Personaggi principali
- Teresa Saponangelo: Sara Morozzi, ex agente dei servizi segreti che si rimette all’opera dopo la morte del figlio.
- Claudia Gerini: Teresa, vecchia collega di Sara nei servizi segreti con cui collabora.
- Flavio Furno: Davide Pardo, ispettore che prima sembra voler ostacolare Sara nelle sue indagini parallele ma che poi finisce per collaborare con lei.
- Chiara Celotto: Viola, fidanzata di Giorgio.
- Carmine Recano: Massimiliano, primo capo e compagno di Sara.
- Antonio Gerardi: Tarallo, candidato alle regionali attenzionato da Sara e Teresa.
- Angela Fontana: Sara da giovane.
- Maria Pia Gambardella: Annamaria, collaboratrice di Teresa.
- Pia Lanciotti: Rosaria, madre di Viola.
- Erasmo Genzini: Sergio Minucci, informatore e amante di Teresa che viene sequestrato e fatto trovare morto.
- Peppino Mazzotta: Enrico Vigilante, fiancheggiatore di Tarallo che rappresenta un gruppo di potere che ha interesse a costruire una centrale nucleare in Campania.
- Ernesto Mahieux: sequestratore di Sergio.
- Fabio De Caro: sequestratore di Sergio.
- Francesco Acquaroli: Catapano, vecchia conoscenza e ora informatore di Sara.
- Ivan Castiglione: Ludovico Terzani, oncologo coinvolto nell’incidente di Giorgio.
- Gabriele Guerra: Di Blasio, poliziotto che accompagna Sara in ospedale alla morte del figlio.
- Elena Giovanardi: Teresa da giovane.
- Clotilde Sabatino: Marta, compagna di Edoardo Belliti.
- Giacomo Giorgio: Attilio Musella, sovrintendente di polizia e collega di Pardo.
- Massimo Popolizio: Corrado Lembo, primo superiore di Sara e Teresa.

### Personaggi secondari
- Yoon C. Joyce: sottoposto di Teresa.
- Marta Giovannozzi: colonnello Silvia Prati.
- Fabio Pappacena: Andrea Lo Giudice.
- Fabio Brescia: poliziotto amico di Sara.
- Mariana Falace: Rachele Anzovino, fidanzata di Sergio.
- Djibril Kebe:
- Carmen Pommella: madre di Sergio.
- Agostino Chiummariello: dottor Fusco, ginecologo di Viola.
- Haroun Fall: Edoardo Belliti, giornalista che collaborava segretamente con Sergio Minucci.
- Giuseppe De Rosa: Anzovino, padre di Rachele e fiancheggiatore di Vigilante.
- Sophia Guastaferro: figlia di Marta.
- Roberto Pappalardo: autista di Tarallo.
- Nello Mascia: professore di Belliti.

## Produzione
Le riprese sono state effettuate tra Roma (diverse scene interne ed esterne) e Napoli (ambientazione).

## Distribuzione
La serie è stata pubblicata su Netflix il 3 giugno 2025.